# Uddannelse i København
Uddannelse i København udbydes af offentlige og private grundskoler, institutioner, der udbyder ungdomsuddannelser, samt institutioner der udbyder korte, mellemlange og lange videregående uddannelser.
I København er der pr. 2019 ca. 58.000 ansatte beskæftiget med uddannelser. I alt er der pr. 2020 ca. 301.000 studerende i København. Omkring halvdelen af de studerende er folkeskoleelever, hvilket svarer til landsgennemsnittet.
Som landets største by og hovedstad har København et bredt udvalg af uddannelse på alle niveauer, både offentlige og private. Der er et bredt udsnit af grundskoler, langt de fleste offentlige folkeskoler, men også en del privatskoler. Ungdomsuddannelserne er ligeledes spredt over hele byen, med både erhvervsrettede og gymnasiale. Nogle af de største og mest kendte institutioner for lange videregående uddannelser findes ligeledes i København med bl.a. Københavns Universitet, som også er landets ældste fra 1479, CBS (tidligere Handelshøjskolen) og DTU for ingeniørvidenskab.

## Statistik
Uddannelsessektoren er vigtig for København med ca. 58.000 ansatte beskæftiget med uddannelser. Dette udgør ca. 9 % af samtlige beskæftigede i København. Dette er et enkelt procentpoint over landsgennemsnittet.
I alt er der ca. 301.000 studerende i København. Med en samlet befolkning omkring 1,2 mio. er der i alt ca. 22% studerende på alle niveauer inkl. Folkeskolen og ca. 12% studerende udover folkeskolen. Af disse 301.000 studerende er ca. halvdelen folkeskoleelever, 10 % går på gymnasiale uddannelser og ca. 23 % på bachelor- eller kandidatuddannelser. Disse tal svarer til landsgennemsnittet.

## Grundskoler
Grundskoler kan findes over hele byen, både private og offentlige. Som i resten af Danmark går langt de fleste børn i offentlige folkeskoler, som styres og finansieres af kommunerne. I København går ca. 76 % af børnene i folkeskole pr. 2015/2016, hvilket er et fald fra 80% siden 2008, hvilket er en udvikling, der omtrent svarer til udviklingen på landsplan. Procentdelen kun for Københavns Kommune er ca. 68%, mens det for de omkringliggende kommuner ligger højere, så den samlede procentdel ender på 76%. Procentdelen af børn i København, der undervises i folkeskolen, ligger dermed lidt under landsgennemsnittet på 84%. Da det gennemsnitlige antal elever i privatskoler er lavere end i folkeskoler, er der kun ca. dobbelt så mange folkeskoler, som privatskoler, selv om der er fire gange så mange elever. Der er ca. 180 almindelige folkeskoler i København og lige under 100 privatskoler.
De private skoler oprettet under friskoleloven omfatter traditionelle grundtvig-koldske friskoler, større privatskoler (typisk opstået som realskoler), lilleskoler, kristne friskoler, katolske skoler, muslimske skoler, tyske mindretalsskoler, steinerskoler, freinetskoler m.fl. De private skoler finansieres som i resten af Danmark i 2017 med 75 % af staten og 25 % af forældrebetaling.
Grundskolen afsluttes med FSA efter niende klasse. De københavnske elever fik i 2015/2016 et resultat heraf, der lå 0,1 karakter over landsgennemsnittet.
Udover at tage de sidste år af grundskolen i Folkeskolen er der også i København mulighed for at tage på efterskole. Indenfor bygrænsen ligger bl.a. Københavns Idrætsefterskole (KIES) ved Valbyparken og Kastanievej Efterskole på Frederiksberg, samt Holte-Hus Efterskole i Holte, som primært er for ordblinde.

### Historie - grundskolen

#### Skolevæsen før 1814
Ved reformationen i 1536 flyttedes den gejstlige magt over på adelens hænder, og allerede i 1537 udstedtes Kirkeordinansen, som udover at håndtere kirkens organisering ligeledes nyordnede skolernes organisering. De eksisterende skolers indretning og undervisning skulle ensrettes, og undervisningen i de basale færdigheder, som regning, læsning og latin skulle forbedres.
I Danske Lov havde enevælden i 1683 formuleret en forventning om, at forældre og præster opdrog børnene til kristendom. Den første egentlige bestemmelse om undervisning skete i en fattigforordning i 1708, hvori det bestemtes, at degnen skulle forestå undervisning for de børn, hvis forældre ikke selv havde råd.
Omkring 1720 tog kong Frederik 4. initiativ til, at der på rytterdistrikterne skulle opføres særlige skoler, hvis formål først og fremmest var undervisning i kristendommen samt at give børnene en god opdragelse i loyalitet mod kongen og fædrelandet. I det område, det nuværende København dækker, blev rytterskoler oprettet i bl.a. Valby (1722), Lyngby og Hvidovre. Undervisningen omfattede Katekismen og læsning samt - mod betaling - skrivning og regning.
Under Christian 6. indførtes konfirmationen i 1736. Den blev en betingelse for at fæste en gård eller blive gift. Derved måtte også de børn, som tidligere var blevet unddraget undervisning af deres forældre, gå i skole. I slutningen af århundredet (1789) nedsattes ydermere Den store Skolekommission, hvis arbejde førte til folkeskolelovene af 1806 og 1814.

#### Folkeskolen fra 1814
Folkeskolen blev i København, som i resten af landet, oprettet i 1814, som konsekvens af arbejde igangsat i 1780'erne, indtil 1899 under navnet almueskolen eller rytterskolen og fik senere navnet Borger- og Almueskolen. Fra 1814 var undervisningspligten 7 år, hvilket blev fastholdt til ca. 1973. Klassekvotienter var ligeledes noget højere end i dag, i 1899 blev klassekvotienten fx sat ned til 35 i købstæderne, herunder København. På landet var klassekvotienten 37.
Folketinget har gennem lovgivningen stor indflydelse på bl.a. folkeskolens rammer, formålsparagraf og fagudbud. Siden 1937 har undervisningsmidlerne været gratis, ofte formidlet gennem skolebibliotekerne. Siden 1953 har Grundloven yderligere fastslået, at undervisning i Folkeskolen skal være gratis. Udover den overordnede bestemmelse i Grundloven om en gratis folkeskole bestemmes de mere detaljerede forhold i Folkeskoleloven. Bestemmelserne i Folkeskoleloven revideres løbende; større ændringer blev indført i 1937, 1958, 1975, 1993, 2004 og 2014. Et af hovedtemaerne har været delingen i niveauer; i 1958 blev delingen flyttet fra 5. klassetrin til afslutningen af 7. klassetrin, hvor eleverne blev delt i almen skolegang og realskolen. I 1975 blev realskolen nedlagt, og der gennemførtes en holddeling i alment og udvidet niveau i prøvefagene. De fleste kommuner gennemførte dog samlæsning for alle elever. I 1993 afløste princippet om undervisningsdifferentiering holddelingen.
Korporlig afstraffelse var almindeligt i skolen indtil midten af det 20. århundrede. Allerede med Folkeskoleloven af 1814 blev det dog forbudt at stikke en lussing, noget, der dog langt fra blev overholdt. I 1951/1952 blev korporlig afstraffelse afskaffet i Københavns Kommune, men først i 1967 på landsplan. Afskaffelsen skete under protest fra Københavns Kommunelærerforening.
Lærerne på de københavnske skoler blev bl.a. uddannet fra Blaagaards Seminarium (oprettet 1791) på Nørrebro, der dengang lå udenfor København. Da seminaret ikke kunne levere nok lærere, var en del lærere dog uddannet på såkaldte præstegårdsseminarer, hvor den lokale sognepræst stod for undervisningen. Seminariet flyttede senere til Jonstrup og blev omdøbt til Jonstrup Seminarium. I 1859 oprettedes et andet seminarium på Blågårdsgade på Nørrebro, ligeledes under navnet Blaagaards Seminarium. I 1947 blev kvinder tilladt på dette seminarium og i 1963 blev Jonstrup Seminarium (det oprindelige Blaagards Seminarium), og Blaagard Seminarium slået sammen med Emdrupborg til et nyt seminarium i Gyngemosen.

## Ungdomsuddannelser
Ungdomsuddannelser, der kan opdeles i erhvervsrettede og gymnasiale uddannelser, kan findes over hele byen.

### Erhvervsrettede ungdomsuddannelser
Efter en lang række fusioner siden 1950'erne er der i dag i København to store erhvervsrettede ungdomsuddannelsesinstitutioner: NEXT Uddannelse København og TEC (Technical Education Copenhagen).
NEXT Uddannelse København, der i 2016 blev skabt via en fusion mellem Københavns Tekniske Skole og CPH WEST, udbyder både gymnasiale og erhvervsrettede ungdomsuddannelser som murer og elektriker samt htx. De har hovedadresse i Valby og afdelinger i bl.a. Frederiksberg, Glostrup og Herlev. Skolen er grundlagt 1843 og er Danmarks største tekniske skole. Der er indskrevet omkring 7.400 årselever på skolen, og der er 1.100 medarbejdere og en omsætning på 746 mio. kr. årligt (2017).
TEC har hovedadresse på Frederiksberg, men har også afdelinger i bl.a. Hvidovre, Dragør og Lyngby. TEC udbyder ligeledes både gymnasiale og erhvervsrettede uddannelser. TEC har ca. 4.300 elever og 775 ansatte.

#### Historie - Erhvervsrettede ungdomsuddannelser
Grundlaget for de tekniske skoler i København er de Massmannske Søndagsskoler (1800). Disse havde ved siden af skrive- og regneklasser særlige tegneklasser, og dette fag lagde man af hensyn til de unge håndværkere særlig vægt på. Skolerne havde stor betydning for den københavnske håndværksstands udvikling, og mange lignende skoler oprettedes i købstæderne. Søndagsskolerne fortsatte deres virke til 1920, hvor de ophørte, da de var blevet overflødige, efter at den offentlige skole havde udvidet deres fagudbud.
Københavns Tekniske Skole grundlagdes i 1843, da snedkermester Lasenius Kramp oprettede skolen Teknisk Institut for lærlinge under Det tekniske Selskab. Undervisningen fokuserede i begyndelsen på tegning.
I årenes løb fik nogle interessenter et andet syn på håndværkeruddannelsen, og der rejstes en modstand mod Teknisk Instituts tegneundervisning. Denne bevægelse skabte i 1868 den Ny Haandværkerskole, der nogle år senere (1875-76) nåede 431 elever. Konkurrencen mellem disse to skoler fremkaldte en reorganisation af Det tekniske Selskab, der under påvirkning af Industriforeningen optog spørgsmålet om dannelsen af en ny industri- og håndværkerskole, der kunne samle i sig de to større skoler og enkelte særlige fagskoler.[kilde mangler]

### Gymnasiale uddannelser
I København er der mulighed for at tage alle gymnasiale retninger: HHX, HTX, STX, HF og EUX. Blandt de mere kendte uddannelsessteder kan nævnes Det frie Gymnasium og Ingrid Jespersens Gymnasieskole. De mest søgte gymnasier i Region Hovedstaden er i 2017 Gefion Gymnasium og Rysensteen Gymnasium. Gefion Gymnasium er et resultat af en fusion i 2010 af to af Københavns mest traditionsrige gymnasier, nemlig Metropolitanskolen, som kan føre sin historie tilbage til 1200-tallet, og Østre Borgerdyd Gymnasium fra 1787.
Gymnasiet skal også i København varetage både de mindre dygtige og de særligt dygtiges ønsker til undervisning. Som i resten af Danmark er der også for de københavnske gymnasieelever mulighed for at deltage i Akademiet for Talentfulde Unge, som er et tilbud til særligt talentfulde gymnasiaster om yderligere læring.
For gymnasiaster, der er internationationalt orienterede eller ønsker at tage en gymnasiel uddannelse med basis i engelsk, fransk eller tysk, er der i København for det første (pr. 2017) tre internationale gymnasier hvor man kan tage en IB Diploma Programme; Copenhagen International School i Hellerup, Østerbro International School og Nørre Gymnasium i Brønshøj. Derudover kan man på Prins Henriks Skole på Frederiksberg tage en fransk/dansk studentereksamen og på Sankt Petri Skole i Indre by en dansk/tysk studentereksamen.
Københavnsområdet rummer også tre af Danmarks seks toårige studenterkurser, herunder landets ældste: Akademisk Studenterkursus, der startede i 1924 i Skindergade og siden 1960'erne har ligget i Titangade på Ydre Nørrebro.

#### Historie - Gymnasiale uddannelser
De gymnasiale ungdomsuddannelser i København kan spore deres rødder tilbage til 1209 hvor Metropolitanskolen oprettedes ved Vor Frue Kirke under navnet Domskolen eller Vor Frue Skole. Skolen uddannede præster til kirken. I resten af landet var katedralskoler udbredte i domkirkebyerne, men København hørte under Roskilde domkirke og havde dermed ingen selvstændig domkirke og derfor heller ingen katedralskole. Latinskolerne blev udbredte i resten af Danmark særligt efter reformationen i 1536, hvor de blev oprettet i de fleste købstæder. Latinskolen havde til opgave at uddanne kommende præster. Indtil oprettelsen af de første universiteter i Lund og København i 1470'erne var det den højeste uddannelse man kunne tage i Kongeriget. Fagene var primært latin, kristen litteratur og elementer fra klassisk oldtidskultur som grammatik, retorik, aritmetik, musik og astronomi.
1850 blev studentereksamen flyttet fra universitetet til latinskolen. Et stort antal fag medførte, at latinskolen i 1871 i de to øverste klasser blev delt i en sproglig-historisk og en matematisk-naturvidenskabelig linje, mens de to nederste klasser bortfaldt. En voksende del af undervisningen blev i de følgende år varetaget af private latinskoler, specielt i København, hvor kun Metropolitanskolen var statslig. I 1903 blev latinskolen i hele landet erstattet af en fireårig mellemskole og et treårigt gymnasium for både drenge og piger.
En række reformer af gymnasierne har moderniseret indhold og struktur, men gymnasiet skabt i 1903 har i store træk overlevet til i dag. I de tidlige år var gymnasiet, også i København, forbeholdt de få, mens det særligt efter 1970'erne blev en meget større procentdel af en årgang, der gik på gymnasiet.

## Korte og mellemlange videregående uddannelser
Korte og mellemlange videregående uddannelser, som fx sygeplejerske, laborant og politibetjent, kan i København bl.a. tages på to professionshøjskoler, et erhvervsakademi og en række andre små og store uddannelsestilbud.[kilde mangler]
Professionshøjskolen UCC har i alt ca. 15.000 studerende, heraf ca. 10.000 på Campus Carlsberg i Carlsberg Byen og resten primært i Hillerød. Her uddannes bl.a. pædagoger, lærerer, sygeplejersker og fysioterapeuter. Professionshøjskolen Metropol har omkring 10.000 studerende på uddannelser indenfor bioanalytiker, laborant, ergoterapeut, sygeplejerske og socialrådgiver. KEA (Københavns Erhvervsakademi) også med ca. 10.000 studerende udbyder en række forskellige uddannelser indenfor byggeri, design, medier og ledelse.
Udover de store samlede uddannelsessteder findes også en række andre specialiserede institutioner, der tilbyder korte og mellemlange videregående uddannelser. På Københavns Frisørskole i Valby kan man blive uddannet til frisør, mens man på Hotel- og Restaurantskolen kan blive uddannet til kok samt fag indenfor hotel- og turismebranchen. På Politiskolen i Brøndbyøster kan man blive uddannet til politibetjent. Den Danske Zoneterapeutskole i Herlev uddanner zoneterapeuter.[kilde mangler]

### Historie - Korte og mellemlange videregående uddannelser
Folketinget vedtog i juli 2007 en lov om professionshøjskoler. Undervisningsministeriet etablerede dernæst i januar 2008 otte professionshøjskoler. I København blev oprettet to; Professionshøjskolen UCC (hvori indgik CVU København og Nordsjælland, CVU Storkøbenhavn og Frøbelseminariet) og Professionshøjskolen Metropol - Metropolitan University College (hvori indgik CVU Øresund, Frederiksberg Seminarium, Danmarks Forvaltningshøjskole, Suhrs Seminarium, Den Sociale Højskole i København og DEL). I dag er de to institutioner fusioneret under navnet Københavns Professionshøjskole.

#### Specifikke uddannelser
Sygeplejerske. Københavns Kommunehospital, ibrugtaget 1863, blev i 1876 det første danske hospital der begyndte at uddanne sygeplejersker.
Politibetjent. Politiskolen i København blev etableret som Statens Politiskole i juli 1914 og er i dag organiseret som en afdeling under Rigspolitiet og ledes af en politimester. Før skolens etablering krævede det ikke en bestemt formel uddannelse at blive ansat i politiet, dog blev Københavns Politiskole etableret i 1909 som en mulighed for at dygtiggøre sig indenfor politiarbejde. Først i 1944 fik den statslige skole permanente lokaler – dengang på Artillerivej på Islands Brygge. Siden 1996 har skolen haft til huse i Brøndbyøster. I 2018 åbnede en midlertidig politisiole i Fredericia og i 2020 en permanent skole i Vejle. Indtil de åbnede, var Politiskolen i København landets eneste politiskole.

## Lange videregående uddannelser
Lange videregående uddannelser kan tages på en række institutioner i København, herunder Københavns Universitet, Copenhagen Business School (CBS) og DTU. Den største institution i København og Danmark, der udbyder lange videregående uddannelser, er Københavns Universitet. Udover de allerede nævnte findes en række institutioner i København, der udbyder lange videregående uddannelser, herunder Aarhus og Aalborg universiteter, som også har afdelinger i København.
I forbindelse med den seneste universitetsreform, der blev gennemført i slutningen af 2000'erne, har flere mindre uddannelsesinstitutioner fusioneret til større enheder, hvilket har bevirket, at mange flere institutioner opererer på flere forskellige adresser.[kilde mangler]
De studerende på alle videregående uddannelser benytter i høj grad det etablerede cafe og kulturmiljø. Derudover har de studerende også deres "eget" hus i form af Studenterhuset i Købmagergade, lige ved siden af Rundetårn i Indre By. Huset er oprettet af studerende fra Københavns Universitet, men alle studerende er velkomne. Huset er både cafe, spillested og kulturhus.

### Universiteter
Københavns Universitet er Danmarks ældste universitet og samtidig nummer 120 på listen over verdens bedste universiteter i 2017. Det blev indviet i 1479, og universitetets ældste bygninger ligger på Frue Plads, hvor et af Københavns ældste huse ligger i universitetsgården. I 2007 blev den tidligere Kongelige Veterinær- og Landbohøjskole på Frederiksberg og Danmarks Farmaceutiske Universitet fusioneret med Københavns Universitet, som nu har 5.200 forskere og ca. 38.000 studerende.
Det Informationsvidenskabelige Akademi under KU (tidligere Danmarks Biblioteksskole) uddanner primært bibliotekarer og har omkring 1.000 studerende, hvoraf de 650 er i København.
Copenhagen Business School, der tidligere blev kaldt Handelshøjskolen i København, har til huse i fire bygninger på Frederiksberg. Skolen har ca. 26.000 studerende, heraf ca. 4.000 udenlandske. IT-Universitetet i København blev oprettet i 1999 som en del af CBS, men er fra 2003 et selvstændigt universitet, der dog stadig samarbejder med CBS. Der går ca. 2.500 studerende på universitet, hvor man kan uddanne sig til cand.it. med en række forskellige specialiseringer indenfor fx software og forretningsanalyse.
Ingeniøruddannelserne er samlet på Danmarks Tekniske Universitet i Lyngby. Udover den primære lokalitet i Lyngby har DTU ligeledes afdelinger i bl.a. Helsingør og Risø. Efter 2013, hvor den tidligere Ingeniørhøjskolen i København blev lagt ind under DTU, har universitetet også haft Ballerup Campus. Samlet har institutionen ca. 7.000 studerende og 4.500 ansatte (hvoraf ca. halvdelen er forskere og p.hd.-studerende). DTU blev i 2017 af Times Higher Education rangeret på 53. pladsen over verdens førende ingeniørvidenskabelige institutioner, hvilket gav en 14. plads i Europa.
Aarhus Universitet og Aalborg Universitet har etableret afdelinger i København. Aarhus Universitet udbyder uddannelser indenfor pædagogik i deres bygninger i Emdrup på hvad der tidligere var kendt som Danmarks Pædagogiske Universitetsskole. Aalborg Universitet udbyder på deres københavnske afdeling (Aalborg Universitet København) 7 bacheloruddannelser og 21 kandidatoverbygninger. Den københavnske afdeling har pr. 2017 ca. 3.300 indskrevne studerende og 530 ansatte. Universitetet har til huse i Sydhavnen.

#### Historie - Universiteter
Den danske konge Erik af Pommern planlagde i 1410'erne et universitet i Danmark, og han indhentede i 1419 pave Martin 5.s tilladelse til oprettelsen, som imidlertid ikke blev realiseret.
Det første universitet i København og Danmark er Københavns Universitet. Det blev indviet 1. juni 1479 af kong Christian 1., efter at denne i 1475 ved en pavelig bulle havde opnået tilladelse fra pave Sixtus 4. til oprettelsen. Universitetet havde fire fakulteter: teologi, jura, medicin og filosofi.
Frem til reformationen i 1536 var Københavns Universitet en del af den romersk-katolske kirke, og derfor førte Roskildes biskop tilsyn med universitetet. I forbindelse med reformationen blev universitetet mere selvstændigt og fik af skiftende konger tildelt jord og penge til at finansiere universitetet. Fra grundlæggelsen og frem til begyndelsen af det 20 århundrede havde universitetet et vidtgående selvstyre, som bl.a. medførte, at det ikke var underlagt det normale retsvæsen, men derimod havde egne love og domstole og eget ordens- og fængselsvæsen. Fra begyndelsen af det 20. århundrede havde universitetet svært ved at finansiere undervisningen pga. stigende omkostninger og universitetet blev i højere grad underlagt staten.
Magister Peder Albertsen var universitetets første rektor, og han blev af kongen pålagt at finde et antal lærde, således at universitetets virke kunne påbegyndes. Fra indvielsen i 1479 frem til 2004 blev universitetet ledet af rektor og konsistorium. Ved årsskiftet 2004/2005 blev konsistorium nedlagt og erstattet af en bestyrelse og en ansat ledelse (rektor, prorektor, dekaner og institutledere).
DTU blev grundlagt i 1829 af den danske fysiker H.C. Ørsted under navnet Den Polytekniske Læreanstalt. I begyndelsen hørte det til Københavns Universitet, men det blev senere udskilt. Frem til 1889 lå uddannelsesstedet i Studiestræde, hvorefter man flyttede til Sølvgade ved Botanisk Have. Man udvidede i 1930 med endnu en bygning. I 1933 brugte man første gang navnet Danmarks Tekniske Højskole. I perioden 1962-1974 flyttede man hele uddannelsen til Lundtoftesletten nord for København. I 1994 blev navnet ændret til Danmarks Tekniske Universitet.
Den Kongelige Veterinær- og Landbohøjskole (KVL) blev grundlagt i 1858, men havde en forløber i form af Veterinærskolen på Christianshavn, der startede allerede i 1773 på foranledning af lægen og dyrlægen Peter Christian Abildgaard. Selve placeringen af Landbohøjskolen i København og ikke i provinsen vakte en del debat. Således havde stærke kræfter arbejdet for at placere den nye institution under Sorø Akademi. Den endelige placering blev dog fastlagt til Frederiksberg, hvor staten købte landstedet Rolighed til formålet.
CBS blev oprettet som privat institution i 1917 af Foreningen til Unge Handelsmænds Uddannelse (FUHU). Under navnet Handelshøjskolen blev institutionen i 1965 en del af det nationale uddannelsessystem og reguleres i dag af Universitetsloven fra 2003, som landets eneste selvstændige merkantile uddannelsesinstitution på universitetsniveau.
Aarhus og Aalborg universitets tilstedeværelse i København har forskelligt udgangspunkt. Aalborg universitets afdeling er bygget op fra grunden, mens Aarhus Universitet har overtaget en eksisterende uddannelsesinstitution. De første spæde skridt til det, der i dag er AAU CPH, blev taget i 2002 da AAU udbød uddannelsen Medialogi i København i samarbejde med Den Sociale Højskole.
Aarhus Universitets institution var inden overtagelse kendt som Danmarks Pædagogiske Universitet (DPU). DPU kan føre sin historie tilbage til De Monradske Lærerkurser (1856–1891), som blev grundlagt af D.G. Monrad. I 1904 oprettedes Statens Lærerhøjskole i Odensegade 14 og i 1948 flyttedes under navnet Danmarks Lærerhøjskole til den nuværende placering i Emdrup. Danmark Pædagogiske Universitetsskole blev oprettet i 2000 ved at fusionere Danmarks Lærerhøjskole, Danmarks Pædagogiske Institut, Danmarks Pædagoghøjskole og Center for Teknologistøttet Undervisning. I forbindelse med universitetsreformen 1. juni 2007 blev den daværende Danmarks Pædagogiske Universitetsskole en del af Aarhus Universitet og fik status af institut. I 2011 skiftede instituttet navn til Institut for Uddannelse og Pædagogik (DPU) ved Aarhus Universitet. I 2015 skiftede instituttet igen navn, denne gang til Danmarks institut for Pædagogik og Uddannelse, der igen gjorde det muligt at forkorte navnet til DPU.

### Øvrige udbydere af lange videregående uddannelser
Øvrige udbydere af lange videregående uddannelser er primært lokaliseret på Holmen, hvor der ligger en campus med flere institutioner med kunstneriske og kreative fag. Det drejer sig om Rytmisk Musikkonservatorium, Statens Teaterskole, Den Danske Filmskole og Det Kongelige Danske Kunstakademis Skoler for Arkitektur, Design og Konservering. Sidstnævnte er dannet via en fusion mellem Kunstakademiets Arkitektskole, Danmarks Designskole og Kunstakademiets Konservatorskole. Her udbydes uddannelser indenfor bl.a. bygningskunst, design, visuel kommunikation og konservering.[kilde mangler]
En af de få institutioner, der ikke ligger på Holmen, er Det Kgl. Danske Musikkonservatorium, som i 2008 flyttede til Radiohuset på Frederiksberg. Her råder de bl.a. over radiohusets koncertsal. Konservatoriet har omkring 550 studerende og tilbyder uddannelser til bachelor, kandidat og solist.

## Øvrige læringssteder
I København ligger to højskoler; Suhrs Højskole og Borups Højskole. Suhrs Højskole (tidligere Suhrs Madakademiet og Suhrs Husholdningsskole) fokuserer på mad og præsentationen heraf. Der går omregnet omkring 50 elever om året på Suhrs Højskole. Borups Højskole har fokus på visuel kommunikation og kultur. Højskolen har som den eneste i Danmark ingen senge, og overnatning foregår derfor, hvor man selv kan skaffe det. Der går omregnet omkring 100 elever om året på Borups Højskole.
I København findes ligeledes et folkeuniversitet med administration på Læderstræde i Indre By. Det udbyder en lang række kurser og forelæsninger indenfor alle videnskabelige discipliner. Der er omregnet 14-15.000 elever, der bruger folkeuniversitetet i København.

## Bolig for studerende
De studerende i København skal også bo et sted. Heraf bor en del på kollegie. Det største kollegie i København (og Norden) er Øresundskollegiet med 1.024 kollegieboliger.
Blandt andre kendte kollegier i København er Kampsax Kollegiet, Regensen, Tietgenkollegiet, 4. Maj Kollegiet, Egmont H. Petersens Kollegium og Rigshospitalets kollegium.
Mange kollegier optager kun alumner efter bestemte kriterier, fx: studerende ved Københavns Universitet, børn af frihedskæmpere, bestemte studieretninger, fødselssogne eller familierelation til grundlæggeren.

### Historie - kollegier
Valkendorfs Kollegium er Københavns ældste kollegium, oprettet 1588.
Regensen blev indviet 1623, men måtte dog efter Københavns brand i 1728 delvist genopføres. Det blev oprindelig drevet af Kommunitetet, men siden 1983 har det hørt under Københavns Universitets Kollegiesamvirke af 1983. De studerende ved Københavns Universitet, der var bosat på Regensen, betalte oprindelig ikke husleje, da kollegiet var oprettet for at støtte trængende studerende. Først i 1983 indførtes der husleje.